# Rodalben
Rodalben é um cidade da Alemanha localizado no distrito de Südwestpfalz, estado da Renânia-Palatinado.
É membro e sede do Verbandsgemeinde de Rodalben.